# Xylocopa nogueirai
Xylocopa nogueirai är en biart som beskrevs av Hurd och Jesus Santiago Moure 1960. Xylocopa nogueirai ingår i släktet snickarbin, och familjen långtungebin. Inga underarter finns listade i Catalogue of Life.